# Kloster Beaubec
Das Kloster Beaubec (Bellus-Beccus; Saint-Laurent de Beaubec) ist eine ehemalige Zisterzienserabtei nahe den Quellen der Epte, der Andelle und der Béthune bei Forges-les-Eaux im Département Seine-Maritime in der Normandie in Frankreich.

## Geschichte
Das 1127 von Hughues II. de Gournay gestiftete Kloster gehörte der Kongregation von Savigny an. Es kam mit dieser im Jahr 1148 zum Zisterzienserorden und unterstellte sich der Filiation der Primarabtei Clairvaux. Innerhalb eines Jahrhunderts wurde dieses erste Tochterkloster von Savigny Mutterkloster von neun weiteren Klöstern. Das Kloster barg die Reliquien des heiligen Helier, der auf der Insel Jersey im 6. Jahrhundert den Märtyrertod erlitten hatte. 1383 wurde es durch einen Brand zerstört, aber 1450 wiederaufgebaut. 1562 wurde es erneut verwüstet. Ein weiterer Wiederaufbau erfolgte im 18. Jahrhundert. In der französischen Revolution wurde die Abtei 1790 aufgelöst, verkauft und anschließend abgebrochen.

## Bauten und Anlage
Außer der 1266 geweihten und 1780 restaurierten St.-Ursula-Kapelle sind nur Reste der Infirmerie, der Landwirtschaft (mit einem Taubenhaus aus dem 16. Jahrhundert) und des Parlatoriums erhalten geblieben. In Saint-Arnoult (Département Oise) steht noch ein unter der Bezeichnung Prieuré bekanntes, um einen großen Hof gruppiertes ländliches Anwesen, das zunächst der Abtei Saint-Germer-de-Fly, dann wohl dem Kloster Froidmont und später dem Kloster Beaubec gehörte, aber 1976 großenteils abgebrannt ist. Das Dorf Criquiers nimmt die Stelle einer Grangie ein.